# Можон, Даниэль
Даниэль Можон (нем. Daniel Mojon; род. 29 июля 1963, Берн, Швейцария) — швейцарский врач-офтальмолог и глазной хирург, наиболее известный лечением косоглазия, глаукомы и катаракты, коррекцией пресбиопии (старческой дальнозоркости), установкой дополнительных Artisan / Artiflex линз, хирургией век.
Он считается основателем малоинвазивной хирургии косоглазия (MISS — minimally invasive strabismus surgery) по исправлению страбизма, которая характеризуется применением миллиметровых разрезов на глазных мышцах, что позволяет минимизировать травматическое воздействие и способствует более быстрому заживлению ран и реабилитации глаза.
Даниэль Можон — профессор, доктор медицинских наук, дипломированный член: Федерации Швейцарских врачей по офтальмологии и офтальмохирургии (FMH); член Европейского совета по офтальмологии (FEBO); исполнительный мастер в области администрирования систем здравоохранения(EMHSA); Соучредитель и Президент Программной комиссии Швейцарской академии офтальмологии (SAoO).

## Биография и образование
Даниэль Можон, сын швейцарского искусствоведа Люка Можона. Он получил диплом врача в 1988 году на медицинском факультете Университета Берна, а затем продолжил обучение в США в Пресвитерианском медицинском центре Колумбийского университета в Нью-Йорке. В заключение он успешно прошёл аттестацию в Ассоциации Швейцарских врачей, как врач-специалист по офтальмологии и офтальмохирургии (Ophthalmologie und Ophtalmochirurgie FMH).
Можон занимал руководящие должности в Университетской глазной клинике Берна и в клинике офтальмологии при кантональной больнице Санкт-Галлена.
Он работал четыре года старшим врачом в школе по зрению для пациентов с косоглазием и нарушением двигательных функций мускул глаза, а также вёл амбулаторный приём больных глаукомой в Университетской глазной клинике «Инзельшпиталь» города Берна.
Затем возглавил отделение страбологии и нейроофтальмологии, а также заведовал лабораторией экспериментальной окулографии в клинике офтальмологии при кантональной больнице города Санкт-Галлена.
В 2000 году Можон защитил докторскую диссертацию в области офтальмологии в Бернском университете и стал доктором наук. С тех пор он преподаёт в Бернском университете, а с 2007 года является его почётным профессором.В 2003 году он стал членом Европейского совета офтальмологов (FEBO).
С 2012 года Даниэль Можон начал свою частную медицинскую работу. В дополнение к приёмным и операционным дням в городах Санкт-Галлене и Хайдене он открывает глазную клинику при Медицинском центре Цюрихского аэропорта. В эту клинику прилетают обследоваться и лечиться пациенты из разных стран.
Можон имеет огромный опыт операционной работы в швейцарских городах: Хайдене, Гольдахе, Санкт-Галлене, Винтертуре и Цюрихе. До 2015 года был врачом-консультантом в глазной клинике при больнице в г. Линце Университета имени Иоганна Кеплера.
В 2016 году в Люцерне профессор Можон вместе с шестью другими офтальмологами (в том числе с доктором Дитмаром Туммом, доктором Альбертом Франческетти, приват-доцентом Карлом Хербортом) положил начало Швейцарской академии офтальмологии (SAoO) и занял должность Председателя Программной Комиссии.
Основным направлением работы академии является активное содействие научным исследованиям в области офтальмологии и ежегодное повышение квалификации для офтальмологов из многих европейских стран. Первое заседание SAoO прошло в марте 2017 года в г. Люцерне.
Даниэль Можон свободно говорит на немецком, французском, итальянском, английском, испанском языках и имеет базовые знания русского языка.
Можон женат на экономисте по здравоохранению Стефании Можон-Ацци.

## Научная работа
Одно из научных направлений профессора — психосоциальные аспекты страбологии (страбизмологии). Д.Можон опубликовал несколько работ, отображающих степень общественной дискриминации и неприятия, с которыми в повседневной жизни сталкиваются люди со страбизмом (косоглазием).
Специализируясь по лечению страбизма с 90-х годов, Даниэль Можон разработал минимально инвазивную форму хирургии косоглазия, известную под аббревиатурой MISS, в которой конъюнктива открывается только при помощи миллиметровых разрезов, в отличие общепринятого метода исправления косоглазия с разрезами более 1-го сантиметра.
Ещё одним направлением исследований Можона является глаукома («зелёная вода» или «зелёная катаракта»). С исследовательской группой он доказал, в частности, тесную связь синдрома апноэ во сне с этим распространённым заболеванием глаз.
В сентябре 2018 года профессор Можон был первым швейцарским офтальмологом, который выступил с основным докладом (Keynote Lecture) в г. Бонне на DOG-конгрессе (DOG — Немецкое офтальмологическое общество). Темой доклада была «Минимально инвазивная хирургия глаза».
За вклад в инновации офтальмохирургии, а особенно за изобретение MISS (малоинвазивной хирургии косоглазия) Даниэль Можон также был удостоен чести в апреле 2019 года в 30-й Ежегодный День Джека Кроуфорда провести Почётную лекцию в Университете города Торонто.